# Locris lichtensteini
Locris lichtensteini är en insektsart som beskrevs av Victor Lallemand 1920. Locris lichtensteini ingår i släktet Locris och familjen spottstritar. Inga underarter finns listade i Catalogue of Life.